# Metrostation Rokin
Die Metrostation Rokin ist eine U-Bahn-Station der am 22. Juli 2018 eröffneten Amsterdamer Metro-Linie 52, auch als Noord/Zuidlijn bezeichnet.

## Die Station
Dieser vom Architekturbüro Benthem Crouwel entworfene Bahnhof befindet sich unter dem Rokin, einer Straße in Amsterdam-Centrum, abgehend vom Dam. Er hat einen Mittelbahnsteig von 125 Metern Länge und etwa 11,8 Metern Breite. Die gesamt Breite des Fundaments beträgt 189 m mal 23,5 m. Für dieses wurden 300.000 Tonnen Beton vergossen. Es gibt zwei Ausgänge, einen auf der Nordseite des Rokin, südlich des Dam, und einen nördlich des Spui. Der Bahnhof soll rund 30.000 ein- und aussteigende Fahrgäste pro Tag abfertigen können. Bereits wenige Monate nach der Eröffnung wurden 17.521 Reisende gezählt. Der Bahnhof befindet sich in einer Tiefe von 21½ Metern unter dem Amsterdamer Pegel, etwa 23 Meter unter dem Pflasterniveau des Rokin. Aufgrund der großen Tiefe ist der zu überbrückende Höhenunterschied so groß, dass der Bahnsteig nur mit Aufzug oder Rolltreppen erreichbar ist. Der Fernsehsender NOS berichtete 2018 hierzu: „Reisende, die in Rokin in die U-Bahn einsteigen, müssen zunächst zweieinhalb Minuten auf der Rolltreppe verbringen, bevor sie den Bahnsteig erreichen“. Die Rolltreppen sind zur Vermeidung von Rutschgefahren beheizt. Feste Treppen werden zwischen Bahnsteig und Zwischenebene (−1) nicht verwendet. 
Über der Bahnsteigebene wurde unterhalb des Straßenniveaus ein Regenrückhaltebecken gebaut.

## Tiefgarage
Über dem Bahnhof wurde 2020 eine ganztägig zugängliche Tiefgarage für 293 PKW eröffnet; 80 % der Parkplätze sind für Anwohner vorgesehen. Es gibt 20 Ladestellen für elektrische PKW (Stand Mai 2020). Ebenfalls wurde ein unterirdischer Fahrradabstellplatz für 260 Fahrräder eingerichtet.

## Ausstellung
Im Bahnhof kann man eine Ausstellung archäologischer Objekte sehen, die beim Bau der U-Bahn-Strecke im Amsterdamer Boden gefunden wurden. Vier Künstler wurden ausgewählt, um ein Design für diese Ausstellung in Kombination mit einem Kunstwerk auf der Bahnsteigebene zu entwerfen. Im Dezember 2013 wählte ein spezieller Ausschuss der Stadtverwaltung den Entwurf des britisch-französischen Künstlerduos Daniel Dewar und Grégory Gicquel aus. Das Kunstwerk besteht aus zwei langen „Vitrinen“ in dem schrägen Bereich zwischen den Rolltreppen, in denen diese Funde während der Fahrt auf den Rolltreppen betrachtet werden können. An den beiden Wänden entlang der Gleise sind vergrößerte Abbildungen dieser Funde als Mosaik aus Keramik, farbigem Glas und Stein abgebildet.

## Galerie

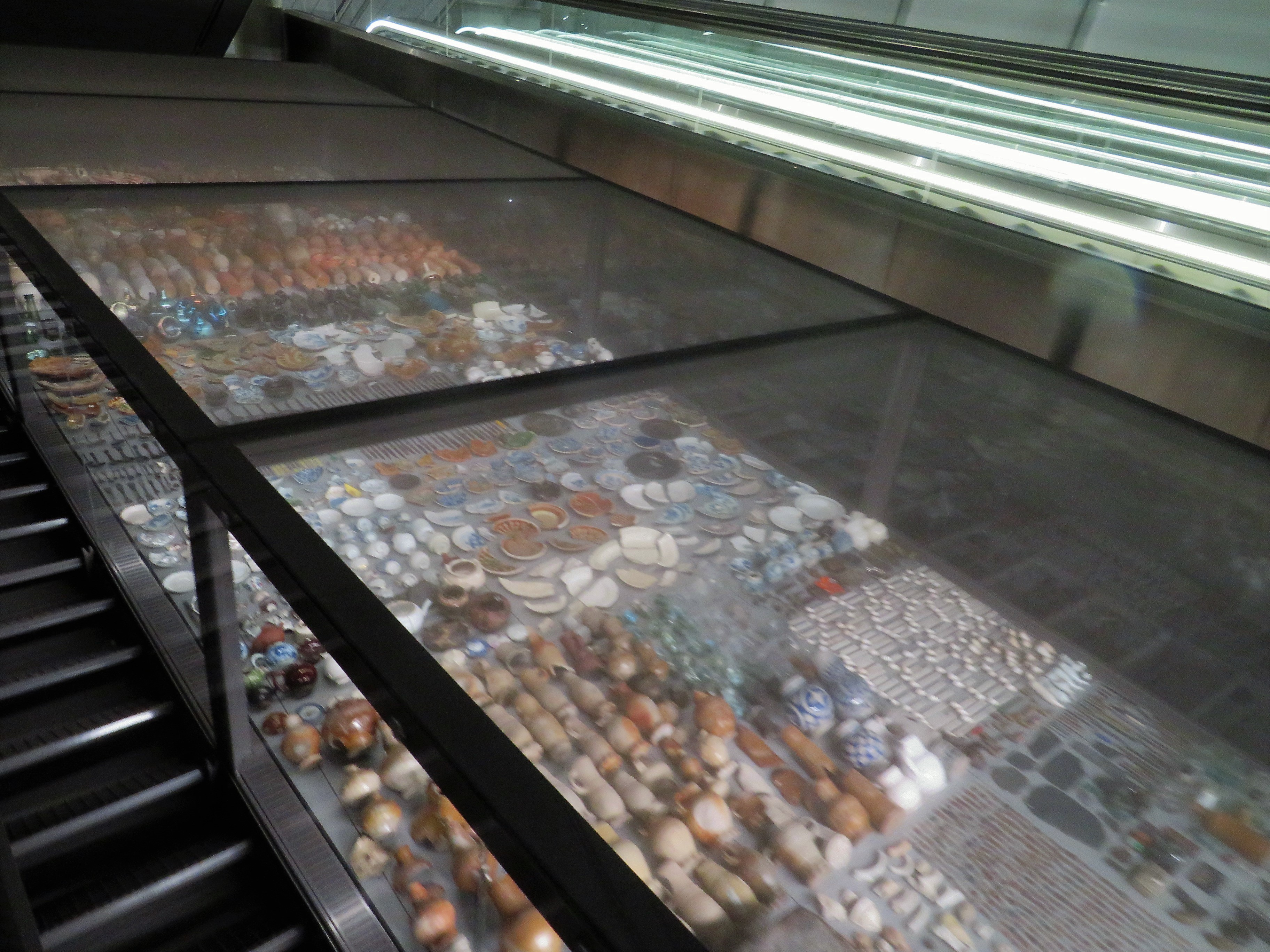
Archäologische Funde des Rokin, zwischen den Rolltreppen platziert
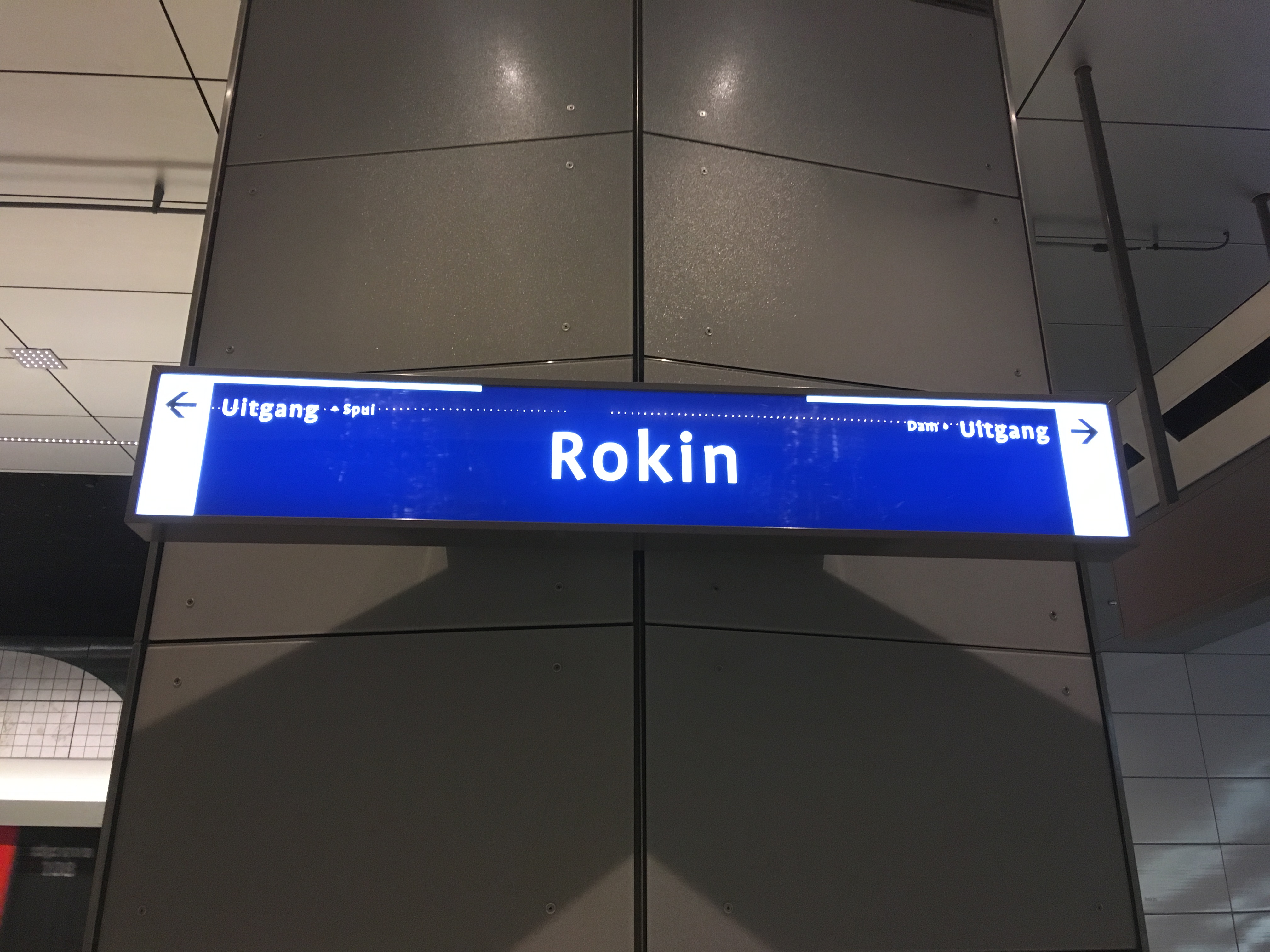
Stationstafel Metrostation Rokin, Noord/Zuidlijn
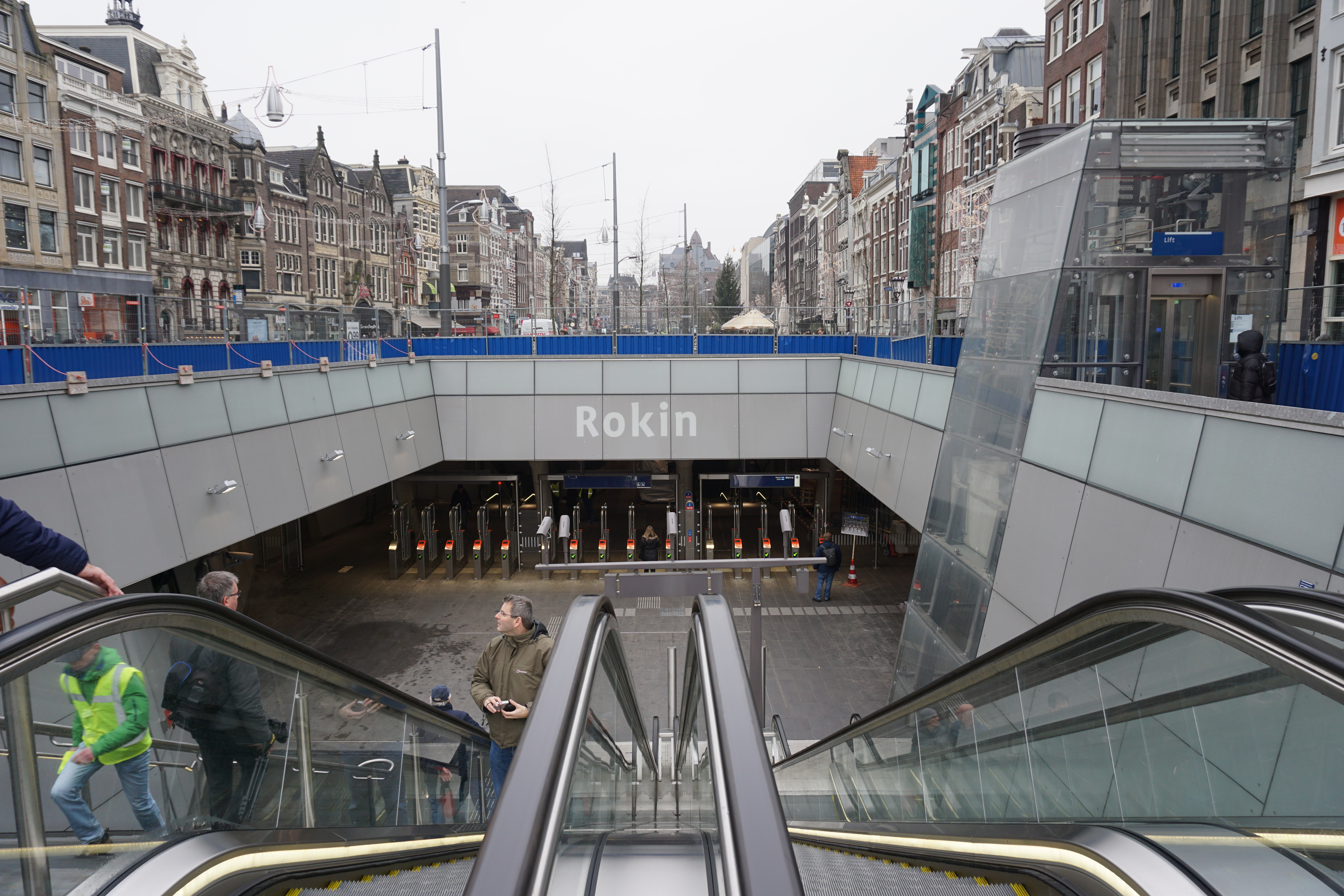
Südlicher Zugang zur U-Bahn-Station, Januar 2018
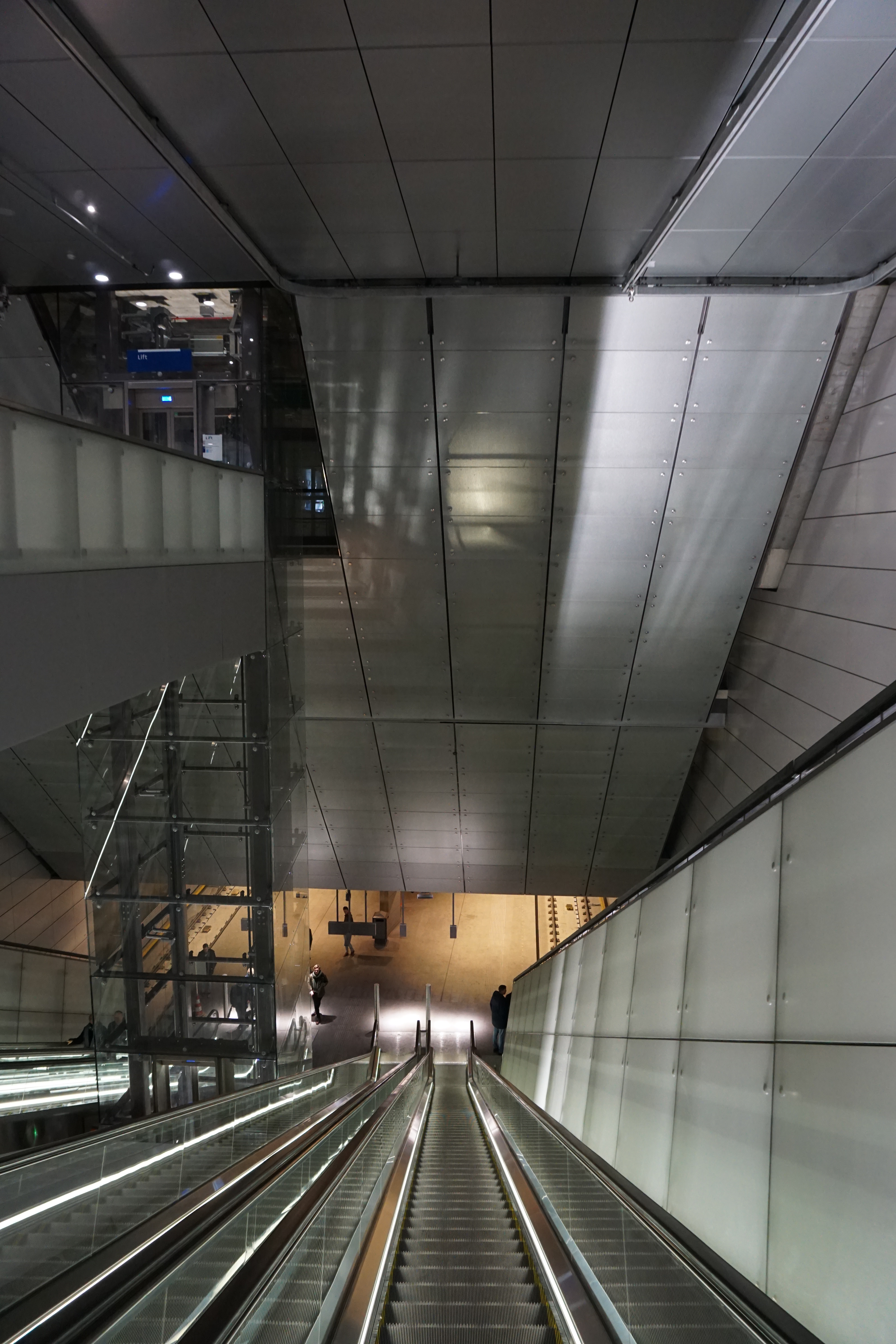
Nördlicher Zugang zum Bahnsteig, Januar 2018
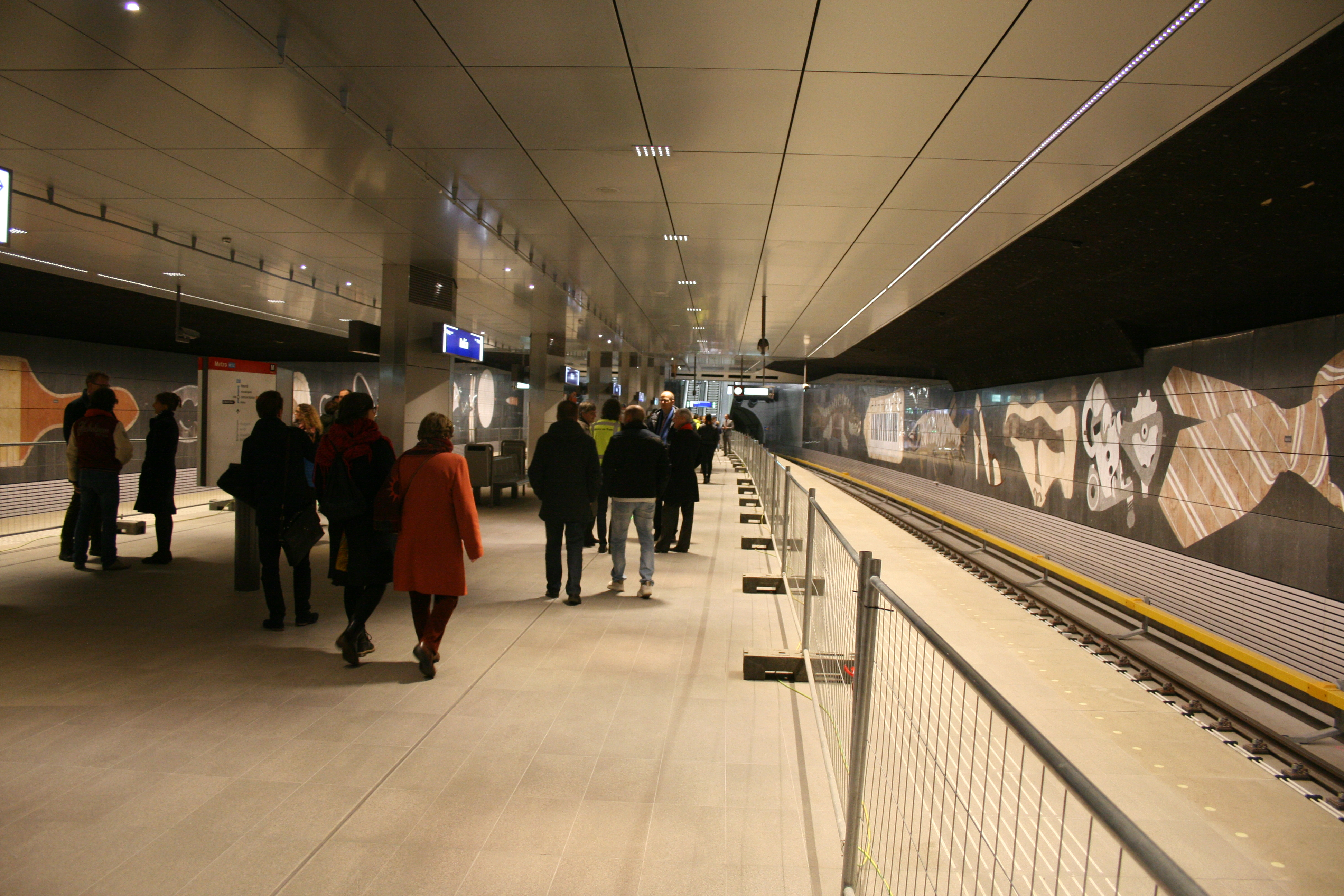
Bahnsteig, März 2017
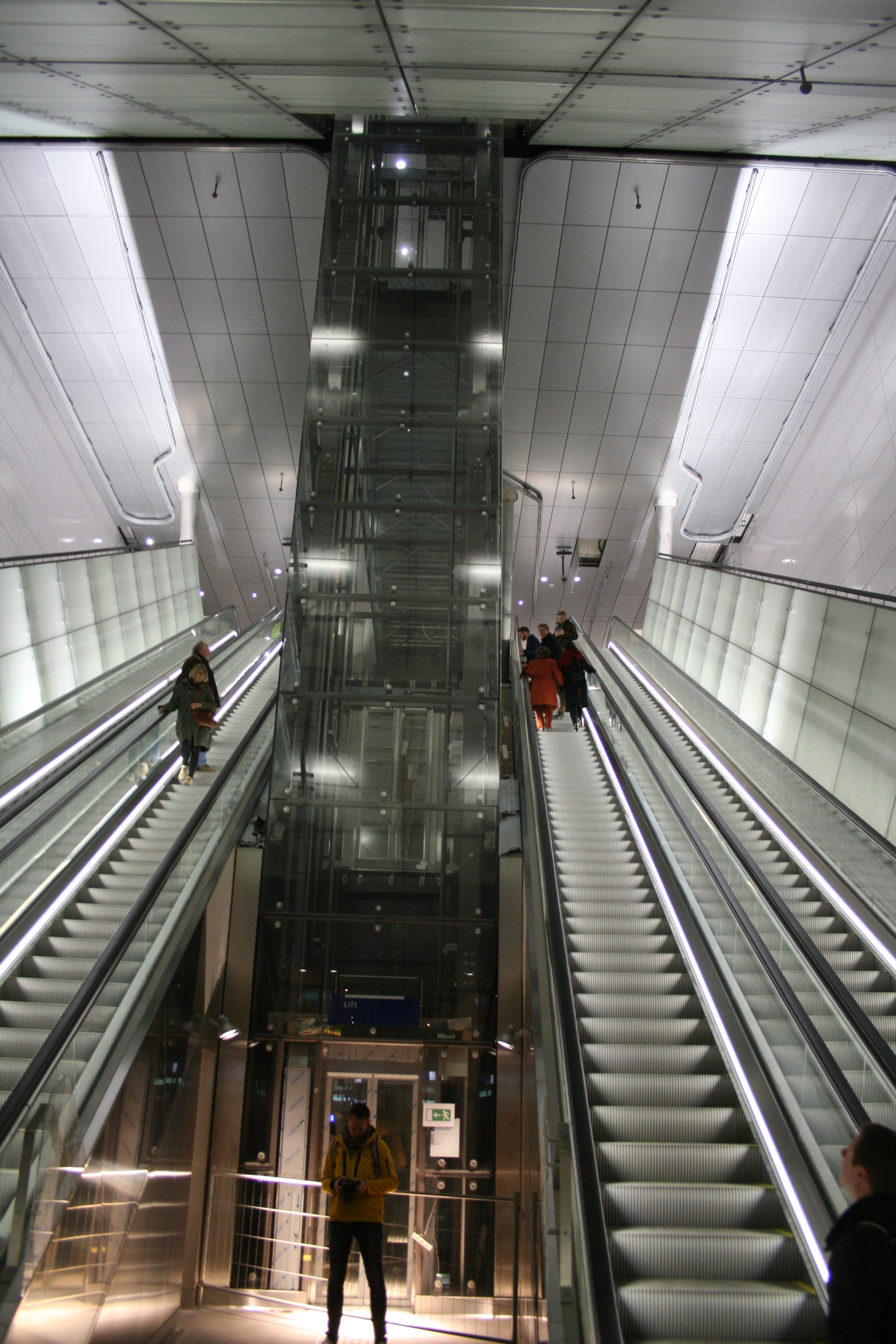
Rolltreppen und Aufzug am nördlichen Ende des Bahnsteigs, März 2017
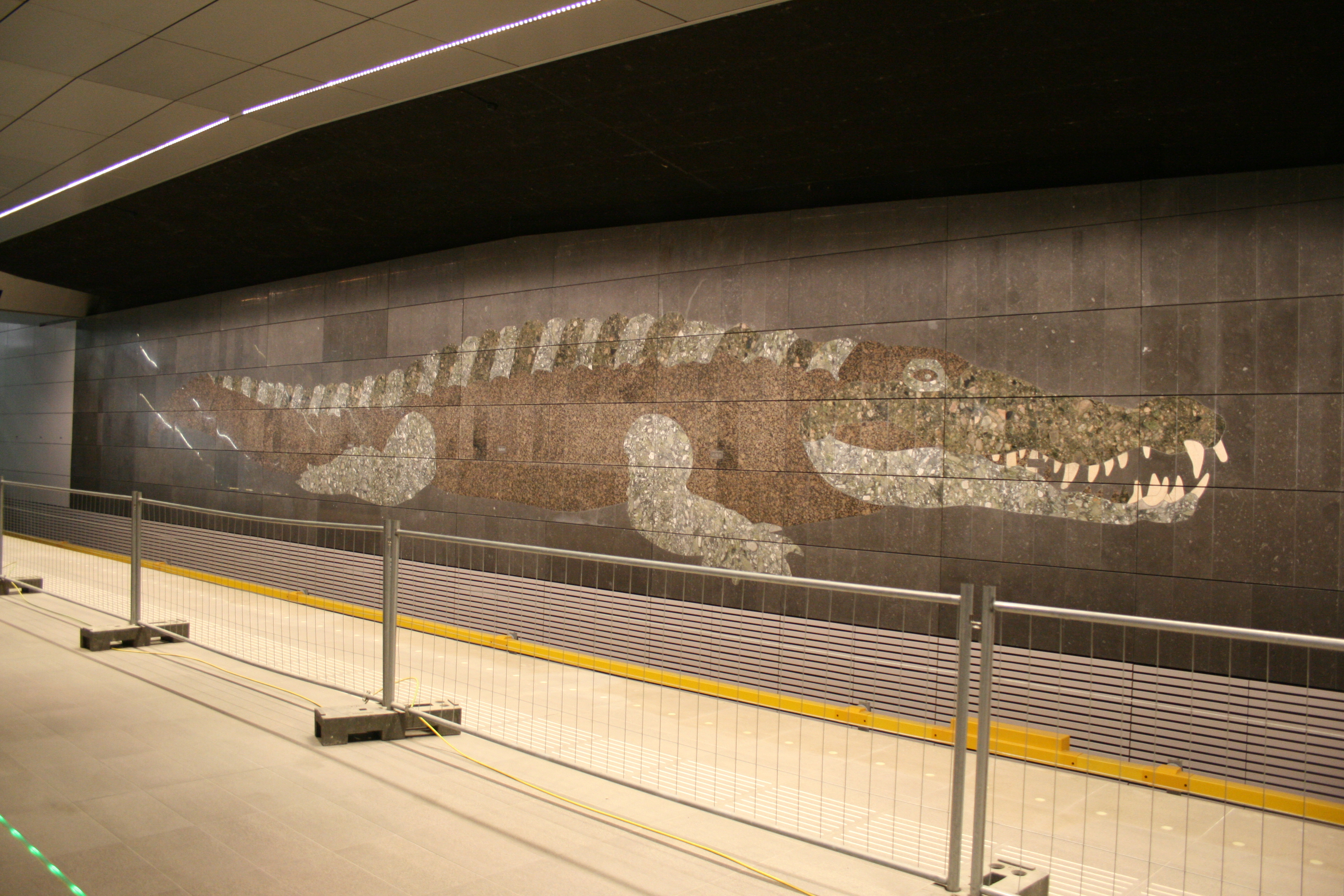
Kunstwerk: Abbildungen archäologischer Funde, als künstlerisches Mosaik ausgeführt, März 2017
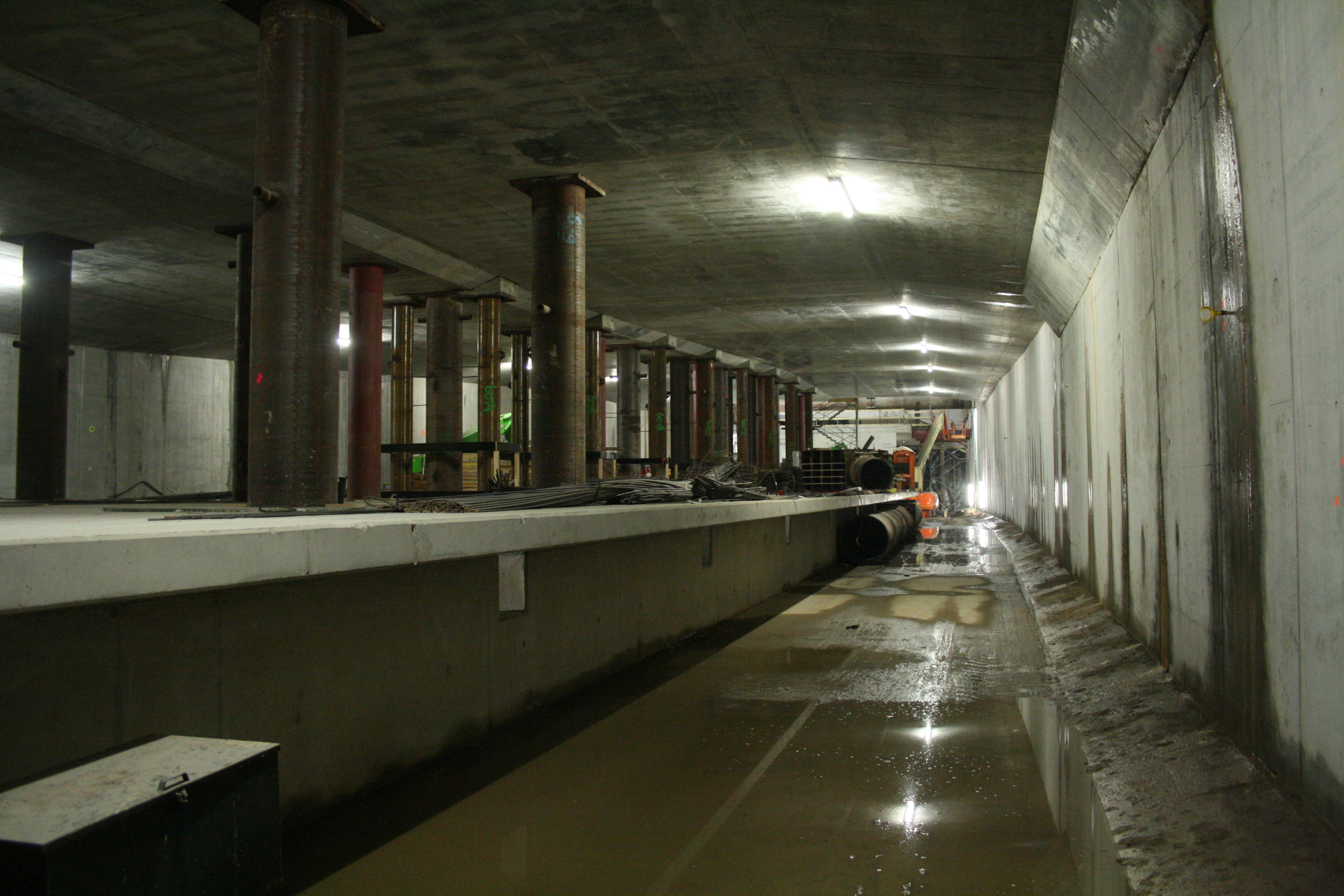
Bahnsteig vom Gleistrog aus gesehen, Mai 2014
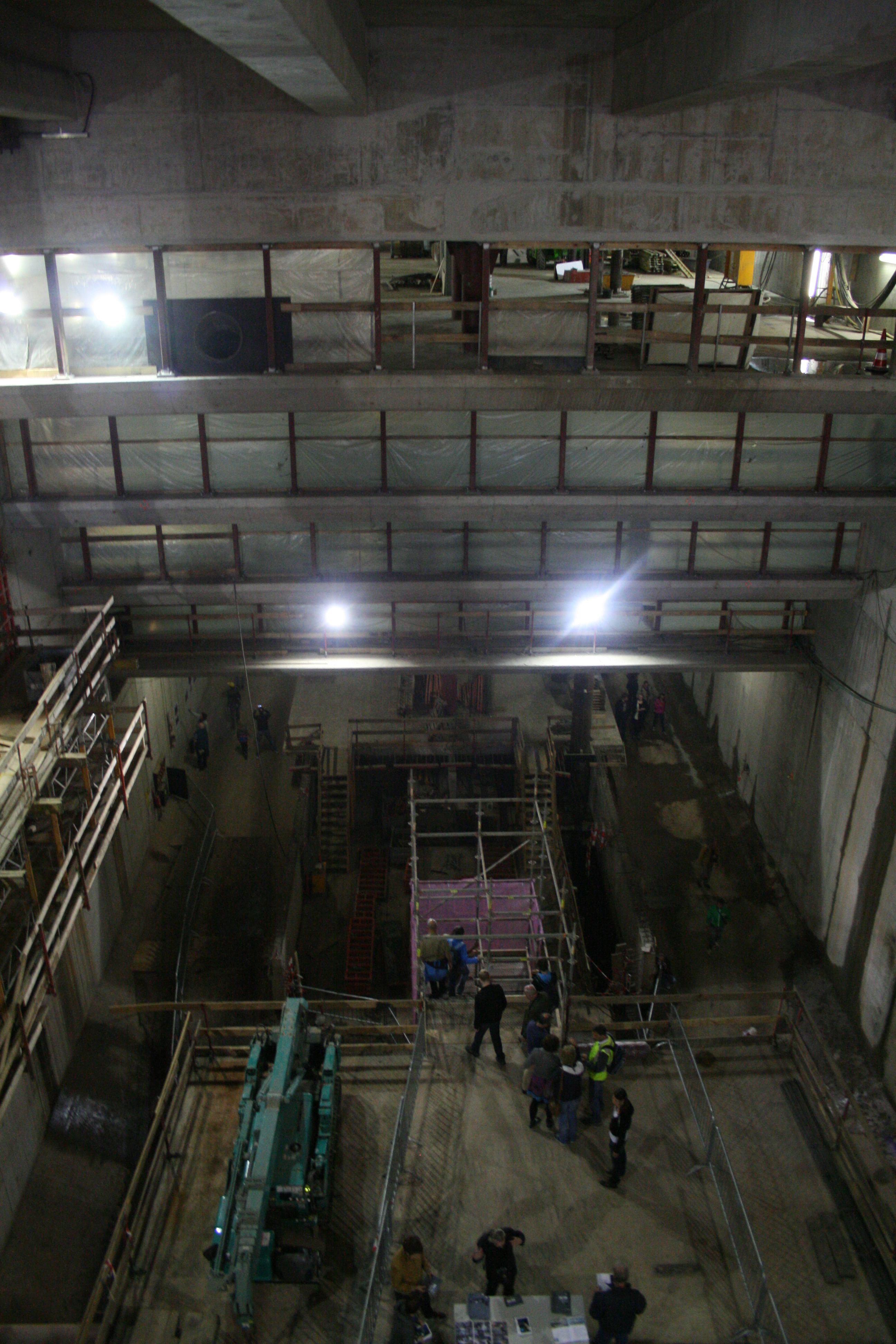
Der Parkplatz zwischen dem Erdgeschoss und dem Bahnsteig der U-Bahn, vom künftigen Südeingang des Bahnhofs aus gesehen, Mai 2014
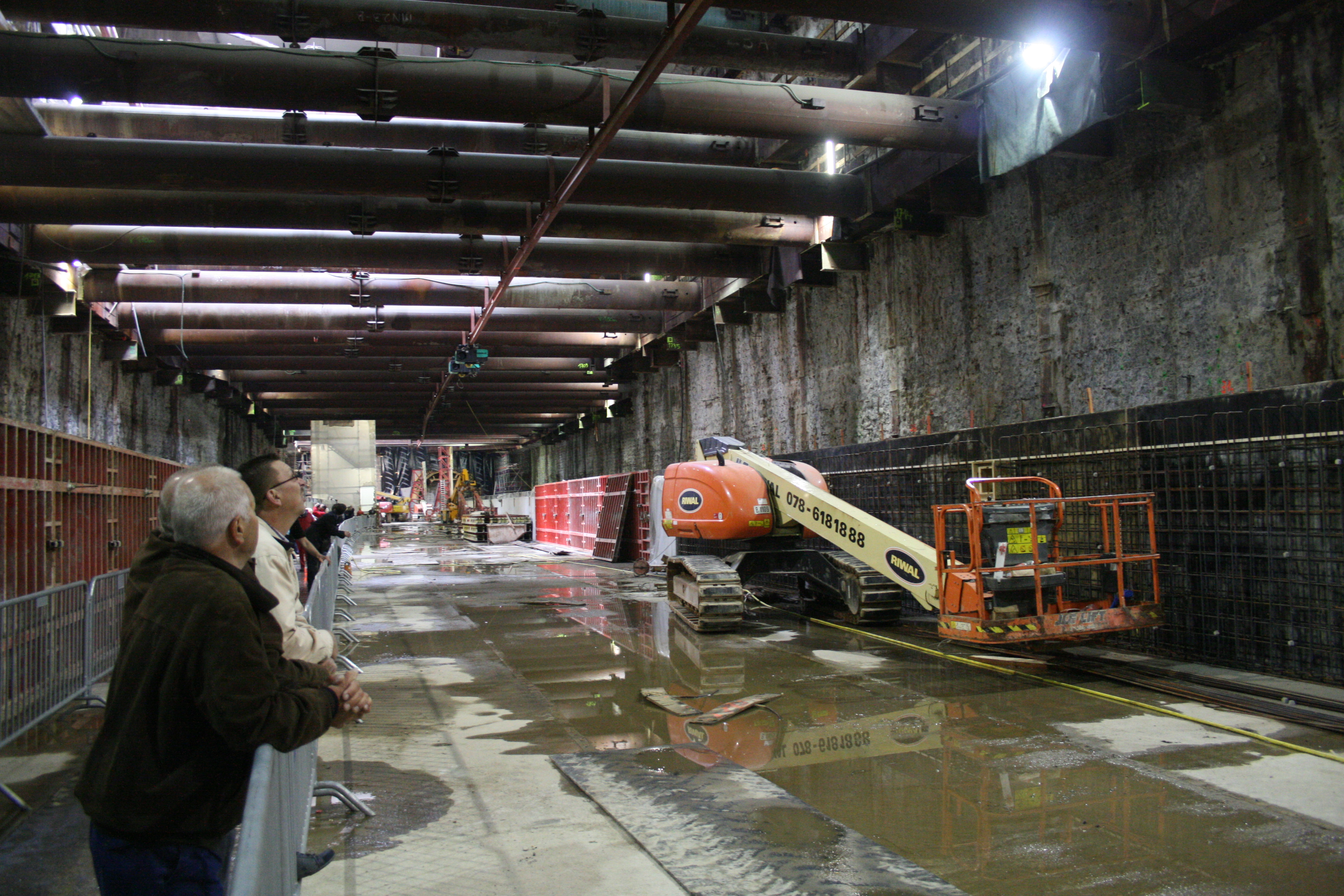
Baustelle auf Gleishöhe, gesehen in südliche Richtung, Mai 2011
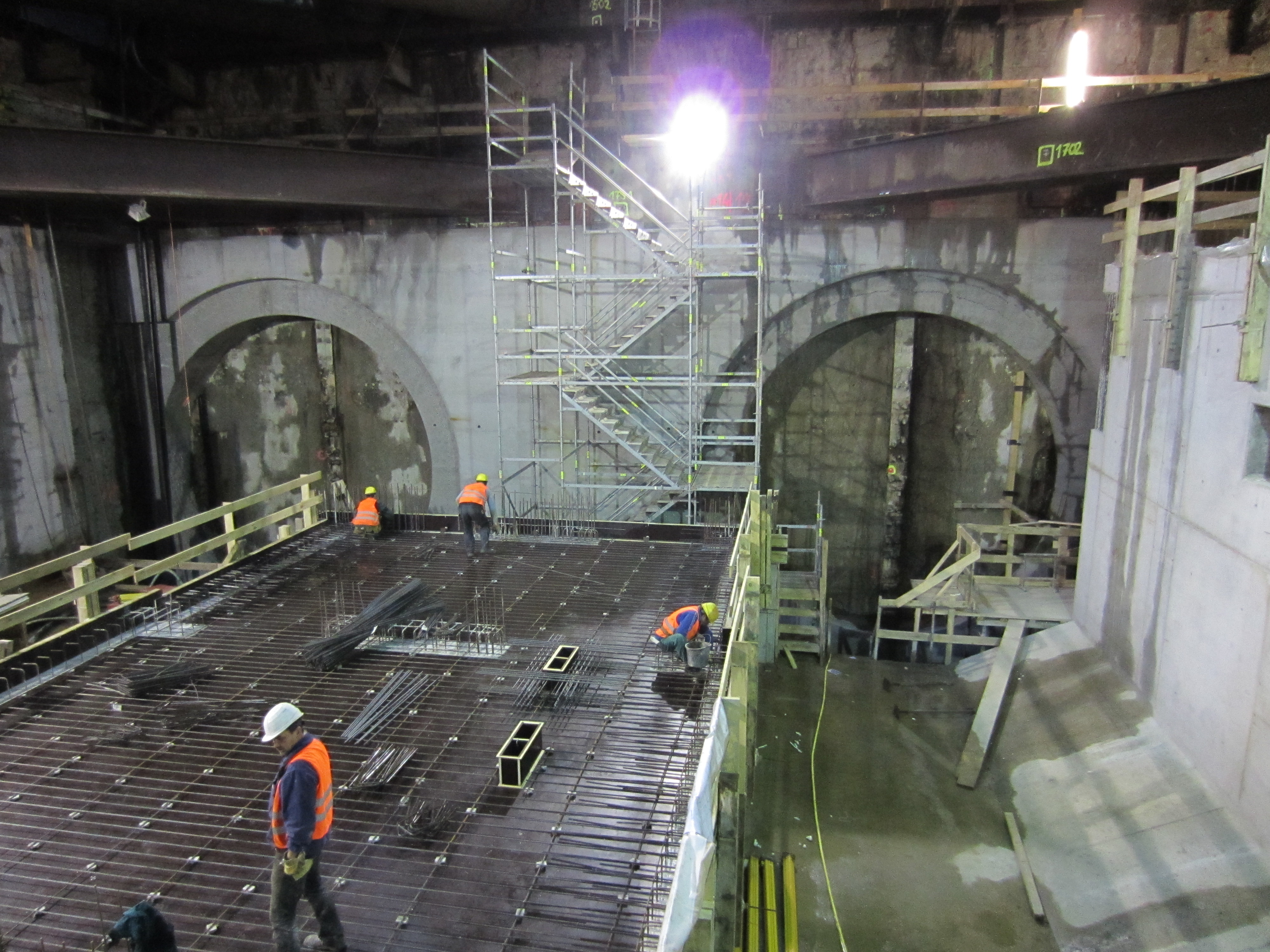
Südliche Stirnwand mit dem im Rohbau befindlichen Bahnsteig, November 2011